# Папа женится
Папа женится (пол. Papa się żeni) — польский чёрно-белый фильм, музыкальная комедия 1936 года.

## Сюжет
У знаменитой звезды эстрады есть внебрачная дочь от ещё более знаменитого певца, который после 17-летнего отсутствия вернулся из заграницы. Дочь не должна знать, что он её отец, а он не должен знать, что у него есть дочь. Тайну будет трудно сохранить, потому что дочь неожиданно приезжает к матери. Вдобавок всё осложняет пытливый репортёр из газеты.

## В ролях
- Лидия Высоцкая — Лили
- Ядвига Анджеевская — Ядзя
- Франтишек Бродневич — Роберт Висконти
- Мира Зиминьска — Мира Стелла
- Збигнев Раковецкий — Ежи Мурский
- Антони Фертнер — барон фон Вандель
- Владислав Грабовский — Ральфини
- Станислав Селяньский — слуга Висконти
- Стефця Гурская — танцовщица
- Фредерик Яроши — директор «Олимпии»
- Станислав Гролицкий — редактор